# Cauchy-Schwarzsche Ungleichung
Die Cauchy-Schwarz-Ungleichung, auch bekannt als schwarzsche Ungleichung oder Cauchy-Bunjakowski-Schwarz-Ungleichung, ist eine Ungleichung, die in vielen Bereichen der Mathematik verwendet wird, z. B. in der Linearen Algebra (Vektoren), in der Analysis (unendliche Reihen), in der Wahrscheinlichkeitstheorie sowie bei der Integration von Produkten. Außerdem spielt sie in der Quantenmechanik eine wichtige Rolle, wie etwa beim Beweis der heisenbergschen Unschärferelation.
Benannt ist die Ungleichung nach den Mathematikern Augustin-Louis Cauchy, Hermann Amandus Schwarz und Wiktor Jakowlewitsch Bunjakowski.

## Allgemeiner Fall
Die Ungleichung sagt aus: Wenn {\displaystyle x} und {\displaystyle y} Elemente eines reellen oder komplexen Vektorraums mit innerem Produkt sind, dann gilt für das Skalarprodukt bzw. innere Produkt
{\displaystyle \langle x,y\rangle } die Beziehung
{\displaystyle |\langle x,y\rangle |^{2}\leq \langle x,x\rangle \cdot \langle y,y\rangle .}
Gleichheit gilt genau dann, wenn {\displaystyle x} und {\displaystyle y} linear abhängig sind.
Äquivalente Formulierungen erhält man
unter Verwendung der von dem Skalarprodukt induzierten Norm {\displaystyle \|x\|:={\sqrt {\langle x,x\rangle }}}:
{\displaystyle |\langle x,y\rangle |^{2}\leq \|x\|^{2}\cdot \|y\|^{2}}
bzw.
{\displaystyle \left|\langle x,y\rangle \right|\leq \|x\|\cdot \|y\|.}
Im reellen Fall kann man auf die Betragsstriche verzichten, schwächt damit aber die Aussage etwas ab, da die Ungleichung für negative Skalarprodukte trivialerweise erfüllt ist:
{\displaystyle \langle x,y\rangle \leq \|x\|\cdot \|y\|}

## Spezialfälle
Auf den Raum {\displaystyle \mathbb {R} ^{n}} mit dem Standardskalarprodukt angewandt, erhält man
{\displaystyle \left(\sum _{i=1}^{n}x_{i}\cdot y_{i}\right)^{2}\leq \left(\sum _{i=1}^{n}x_{i}^{2}\right)\cdot \left(\sum _{i=1}^{n}y_{i}^{2}\right)}.
Im Fall quadratisch integrierbarer komplexwertiger Funktionen erhält man
{\displaystyle \left|\int f(x)\cdot {\overline {g(x)}}\,dx\right|^{2}\leq \left(\int \left|f(x)\right|^{2}\,dx\right)\cdot \left(\int \left|g(x)\right|^{2}\,dx\right)}.
Für quadratisch integrierbare Zufallsvariablen erhält man
{\displaystyle \left(\operatorname {E} (XY)\right)^{2}\leq \operatorname {E} (X^{2})\cdot \operatorname {E} (Y^{2})}.
Diese drei Ungleichungen werden durch die Hölder-Ungleichung verallgemeinert.
Auf quadratische Matrizen angewandt, erhält man für die Spur
{\displaystyle \vert \operatorname {Spur} (AB^{*})\vert \leq (\operatorname {Spur} (AA^{*}))^{\frac {1}{2}}(\operatorname {Spur} (BB^{*}))^{\frac {1}{2}}}.
Im {\displaystyle \mathbb {R} ^{3}} lässt sich die Aussage der Cauchy-Schwarz’schen Ungleichung in Form einer Gleichung präzisieren:
{\displaystyle \langle x,x\rangle \cdot \langle y,y\rangle =|\langle x,y\rangle |^{2}+\|x\times y\|^{2}}.
Der Summand {\displaystyle \|x\times y\|^{2}} ist stets nicht-negativ. Er ist genau dann Null, wenn {\displaystyle x} und {\displaystyle y} linear abhängig sind.

## Ungleichung zwischen dem arithmetischen und dem quadratischen Mittel
Mit
{\displaystyle b_{i}={\frac {1}{n}}} für {\displaystyle i=1,\dots ,n}
folgt aus dem Spezialfall
{\displaystyle \left|\sum _{i=1}^{n}a_{i}\cdot b_{i}\right|\leq {\sqrt {\sum _{i=1}^{n}a_{i}^{2}}}\cdot {\sqrt {\sum _{i=1}^{n}b_{i}^{2}}}}
die Ungleichung
{\displaystyle \left|\left(\sum _{i=1}^{n}a_{i}\cdot {\frac {1}{n}}\right)\right|\leq {\sqrt {\sum _{i=1}^{n}a_{i}^{2}}}\cdot {\sqrt {\frac {1}{n}}}}.
Nach einer elementaren algebraischen Umformung ergibt sich
{\displaystyle \left|{\frac {1}{n}}\cdot \left(\sum _{i=1}^{n}a_{i}\right)\right|\leq {\sqrt {{\frac {1}{n}}\cdot \sum _{i=1}^{n}a_{i}^{2}}}}
und damit insbesondere
{\displaystyle {\frac {1}{n}}\cdot \left(\sum _{i=1}^{n}a_{i}\right)\leq {\sqrt {{\frac {1}{n}}\cdot \sum _{i=1}^{n}a_{i}^{2}}}}.
Letztere Ungleichung sagt aus, dass das arithmetische Mittel stets kleiner gleich dem quadratischen Mittel ist.

## Geschichte
Benannt ist die Ungleichung nach Augustin Louis Cauchy, Wiktor Jakowlewitsch Bunjakowski und Hermann Amandus Schwarz. Bei Cauchy findet sich die Summenform der Ungleichung in seiner Analyse algébrique (1821). Die Integralform der Ungleichung wurde erstmals 1859 von Bunjakowski in einer Arbeit über Ungleichungen zwischen Integralen veröffentlicht; Schwarz veröffentlichte seine Arbeit erst 1884 ohne Bezugnahme auf die Arbeit von Bunjakowski. Entsprechend dieser Entwicklung findet sich teilweise auch nur die Benennung als Cauchy-Ungleichung für den diskreten, endlichen Fall und als Bunjakowski-Ungleichung oder schwarzsche Ungleichung im Integral-Fall.

## Anwendungen
In einem Vektorraum mit innerem Produkt lässt sich aus der Cauchy-Schwarz’schen Ungleichung die Dreiecksungleichung für die induzierte Norm
{\displaystyle \|x\|={\sqrt {\langle x,x\rangle }}}
ableiten, und damit in weiterer Folge zeigen, dass eine so definierte Norm die Normaxiome erfüllt.
Eine weitere Folgerung der Cauchy-Schwarz-Ungleichung ist, dass das innere Produkt eine stetige Funktion ist.
Die Cauchy-Schwarz-Ungleichung stellt sicher, dass im Ausdruck
{\displaystyle \cos \varphi ={\frac {\langle x,y\rangle }{\|x\|\cdot \|y\|}}}
der Betrag des Bruches stets kleiner oder gleich eins ist, sodass also {\displaystyle \varphi } wohldefiniert ist und damit der Winkel auf beliebige Räume mit innerem Produkt verallgemeinert werden kann.
In der Physik wird die Cauchy-Schwarz’sche Ungleichung bei der Herleitung der heisenbergschen Unschärferelation verwendet.

## Beweis der Ungleichung

### Spezialfall reelles Standardskalarprodukt

#### Beweis per Induktion
Die Cauchy-Schwarz’sche Ungleichung ist ein natürlicher Fall für einen Induktionsbeweis.
Für {\displaystyle n=1} gilt {\displaystyle (x_{1}y_{1})^{2}\leq x_{1}^{2}\cdot y_{1}^{2}} sogar mit Gleichheit. Nehmen wir somit an, dass die Cauchy-Schwarz’sche Ungleichung für {\displaystyle n} Variabeln gilt, und leiten sie für {\displaystyle n+1} Variabeln her.
Der Kürze halber sei {\displaystyle S=\sum _{i=1}^{n}x_{i}y_{i}}, {\displaystyle Q_{x}=\sum _{i=1}^{n}x_{i}^{2}} und {\displaystyle Q_{y}=\sum _{i=1}^{n}y_{i}^{2}}. Dann gilt
{\displaystyle {\begin{aligned}(S+x_{n+1}y_{n+1})^{2}&=S^{2}+2S(x_{n+1}y_{n+1})+(x_{n+1}y_{n+1})^{2}\\&\leq S^{2}+2{\sqrt {S^{2}x_{n+1}^{2}y_{n+1}^{2}}}+(x_{n+1}y_{n+1})^{2}\\&\leq Q_{x}Q_{y}+2{\sqrt {Q_{x}Q_{y}x_{n+1}^{2}y_{n+1}^{2}}}+(x_{n+1}y_{n+1})^{2}\\&\leq Q_{x}Q_{y}+Q_{x}y_{n+1}^{2}+Q_{y}x_{n+1}^{2}+(x_{n+1}y_{n+1})^{2}\\&=(Q_{x}+x_{n+1}^{2})(Q_{y}+y_{n+1}^{2})\end{aligned}}}
wobei in der ersten Ungleichung {\displaystyle a\leq |a|={\sqrt {a^{2}}}}, in der zweiten die Annahme und in der dritten die Ungleichung vom arithmetischen und geometrischen Mittel verwendet wurde.
Ist einer der Vektoren der Nullvektor, so ist die Cauchy-Schwarz-Ungleichung trivialerweise erfüllt.
In den nächsten zwei Beweisen wird daher {\displaystyle x\neq 0} und {\displaystyle y\neq 0} vorausgesetzt.

#### Beweis aus der Ungleichung vom arithmetischen und geometrischen Mittel
Ein anderer Beweis der Cauchy-Schwarz’schen Ungleichung kann direkt mit Hilfe der Ungleichung vom arithmetischen und geometrischen Mittel erfolgen:
Definiert man für {\displaystyle i=1,\dots ,n} die Werte
{\displaystyle \xi _{i}:={\frac {|x_{i}|}{\sqrt {\sum _{j}x_{j}^{2}}}}}  und  {\displaystyle \eta _{i}:={\frac {|y_{i}|}{\sqrt {\sum _{j}y_{j}^{2}}}},}
so ergibt sich aus der Ungleichung vom arithmetischen und geometrischen Mittel die Beziehung
{\displaystyle \sum _{i}\xi _{i}\eta _{i}=\sum _{i}{\sqrt {\xi _{i}^{2}\eta _{i}^{2}}}\leq \sum _{i}\left({\frac {\xi _{i}^{2}}{2}}+{\frac {\eta _{i}^{2}}{2}}\right)=1}
Daraus folgt unmittelbar die Cauchy-Schwarz’sche Ungleichung.

#### Beweis aus der Umordnungs-Ungleichung
Ein weiterer Beweis der Cauchy-Schwarz’schen Ungleichung ergibt sich aus der Umordnungs-Ungleichung. Setzt man
{\displaystyle S={\sqrt {\sum _{i}x_{i}^{2}}}} und {\displaystyle T={\sqrt {\sum _{i}y_{i}^{2}}}}
sowie
{\displaystyle \xi _{i}={\tfrac {x_{i}}{S}}} und
{\displaystyle \xi _{n+i}={\tfrac {y_{i}}{T}}} so gilt
{\displaystyle 2=\sum _{i=1}^{n}{\frac {x_{i}^{2}}{S^{2}}}+\sum _{i=1}^{n}{\frac {y_{i}^{2}}{T^{2}}}=\sum _{i=1}^{2n}\xi _{i}^{2}.}
Wegen der Umordnungs-Ungleichung ist nun
{\displaystyle \sum _{i=1}^{2n}\xi _{i}^{2}\geq \xi _{1}\xi _{n+1}+\xi _{2}\xi _{n+2}+\dots +\xi _{n}\xi _{2n}+\xi _{n+1}\xi _{1}+\xi _{n+2}\xi _{2}+\dots +\xi _{2n}\xi _{n}.}
Zusammengefasst erhält man also
{\displaystyle 2\geq {\frac {2\sum _{i=1}^{n}x_{i}y_{i}}{S\cdot T}}.}
Daraus ergibt sich die Cauchy-Schwarz’sche Ungleichung.

#### Beweis mithilfe der Diskriminante
Das Polynom {\displaystyle \sum _{i=1}^{n}(x_{i}X+y_{i})^{2}} in {\displaystyle X} ist quadratisch und nicht-negativ und hat somit eine nicht-positive Diskriminante {\displaystyle \Delta }. Formt man das Polynom um zu
{\displaystyle \left(\sum _{i=1}^{n}x_{i}^{2}\right)X^{2}+2\left(\sum _{i=1}^{n}x_{i}y_{i}\right)X+\left(\sum _{i=1}^{n}y_{i}^{2}\right)}
so schreibt sich die Diskriminante explizit als
{\displaystyle \Delta =4\left(\sum _{i=1}^{n}x_{i}y_{i}\right)^{2}-4\left(\sum _{i=1}^{n}x_{i}^{2}\right)\left(\sum _{i=1}^{n}y_{i}^{2}\right)\leq 0}
woraus direkt die Cauchy-Schwarz’sche Ungleichung folgt.

### Allgemeines Skalarprodukt
Die oben angegebenen Beweise beweisen nur den Spezialfall der Cauchy-Schwarz’schen Ungleichung für das Standardskalarprodukt im {\displaystyle \mathbb {R} ^{n}}. Es folgen Beweise für den allgemeinen Fall des Skalarprodukts in einem Vektorraum mit innerem Produkt:

#### Reeller Fall
Unter der Voraussetzung {\displaystyle y\neq 0} gilt {\displaystyle \langle y,y\rangle \neq 0}. Für jedes {\displaystyle \lambda \in \mathbb {R} } gilt
{\displaystyle 0\leq \langle x-\lambda y,x-\lambda y\rangle =\langle x-\lambda y,x\rangle -\lambda \langle x-\lambda y,y\rangle =\langle x,x\rangle -2\lambda \langle x,y\rangle +\lambda ^{2}\langle y,y\rangle .}
Wählt man nun speziell {\displaystyle \lambda :={\tfrac {\langle x,y\rangle }{\langle y,y\rangle }}=\langle x,y\rangle \cdot \|y\|^{-2}} so ergibt sich
{\displaystyle 0\leq \|x\|^{2}-\langle x,y\rangle ^{2}\cdot \|y\|^{-2},}
also
{\displaystyle \langle x,y\rangle ^{2}\leq \|x\|^{2}\|y\|^{2}.}
Ziehen der Quadratwurzel ergibt nun genau die Cauchy-Schwarz’sche Ungleichung
{\displaystyle {\big |}\langle x,y\rangle {\big |}\leq \|x\|\|y\|.}

#### Komplexer Fall
Der Beweis im komplexen Fall verläuft ähnlich, allerdings ist zu beachten, dass das Skalarprodukt in diesem Fall keine Bilinearform, sondern eine hermitesche Form ist. Der Beweis wird für die Variante linear im ersten und semilinear im zweiten Argument geführt; wird die umgekehrte Variante gewählt, so ist an den entsprechenden Stellen die komplex Konjugierte zu nehmen.
Ist {\displaystyle y=0}, so ist die Aussage klar. Sei {\displaystyle y\neq 0}. Für jedes {\displaystyle \lambda \in \mathbb {C} } gilt
{\displaystyle 0\leq \langle x-\lambda y,x-\lambda y\rangle =\langle x-\lambda y,x\rangle -{\overline {\lambda }}\langle x-\lambda y,y\rangle =\langle x,x\rangle -\lambda \langle y,x\rangle -{\overline {\lambda }}\langle x,y\rangle +{\big |}\lambda {\big |}^{2}\langle y,y\rangle .}
Hier führt nun die spezielle Wahl {\displaystyle \lambda ={\tfrac {\langle x,y\rangle }{\langle y,y\rangle }}={\langle x,y\rangle }\cdot \|y\|^{-2}={\overline {\langle y,x\rangle }}\cdot \|y\|^{-2}} auf
{\displaystyle 0\leq \langle x,x\rangle -\lambda \cdot {\overline {\lambda }}\|y\|^{2}-{\overline {\lambda }}\cdot \lambda \,\|y\|^{2}+{\big |}\lambda {\big |}^{2}\langle y,y\rangle =\|x\|^{2}-{\big |}\langle x,y\rangle {\big |}^{2}\cdot \|y\|^{-2},}
also
{\displaystyle {\big |}\langle x,y\rangle {\big |}^{2}\leq \|x\|^{2}\|y\|^{2}.}
Hier wurde Semilinearität im zweiten Argument und Linearität im ersten Argument vorausgesetzt. Im anderen Fall verwendet man {\displaystyle \lambda ={\frac {\langle y,x\rangle }{\langle y,y\rangle }}.}

## Verallgemeinerung für positiv semidefinite, symmetrische Bilinearformen
Man kann den Beweis des Satzes so umformulieren, dass die positive Definitheit des Skalarprodukts nicht verwendet wird. Damit gilt die Aussage auch für jede positiv semidefinite, symmetrische Bilinearform (beziehungsweise hermitesche Sesquilinearform) {\displaystyle b}.

### Beweis für den reellen Fall
Man wählt denselben Ansatz, wie im Beweis, der das Skalarprodukt verwendet, trifft hier aber die Wahl
{\displaystyle \lambda ={\frac {b(x,y)}{b(y,y)+\varepsilon }}.}
Damit muss man nicht mehr fordern, dass {\displaystyle b(y,y)} nicht 0 ist. Das ergibt
{\displaystyle 0\leq b(x-\lambda y,x-\lambda y)=b(x,x)-2\lambda b(x,y)+\lambda ^{2}b(y,y).}
Ähnlich wie im obigen Beweis folgert man
{\displaystyle 2b(x,y)^{2}-b(x,y)^{2}{\frac {b(y,y)}{b(y,y)+\varepsilon }}\leq b(x,x)(b(y,y)+\varepsilon ).}
und die Behauptung ist gezeigt, wenn {\displaystyle \varepsilon } gegen 0 konvergiert. Für {\displaystyle b(y,y)=0} folgt {\displaystyle b(x,y)=0}.

### Bedingungen für die Gleichheit
Auch hier ist die Situation denkbar, dass aus der Ungleichung eine Gleichheit wird, zum Beispiel wenn (wie beim Skalarprodukt) {\displaystyle x,y} linear abhängig sind. Allerdings sind auch Fälle denkbar, wo die Gleichheit eintritt, ohne dass eine lineare Abhängigkeit vorliegt. Man betrachte etwa eine entartete Bilinearform {\displaystyle b}. Dann gibt es ein {\displaystyle x\neq 0}, so dass für alle {\displaystyle y} des Vektorraums {\displaystyle b(x,y)=0} ist. Sei nun {\displaystyle y} aus dem Vektorraum beliebig. Man erhält dann
{\displaystyle |b(x,y)|^{2}=0}
und
{\displaystyle b(x,x)\,b(y,y)=0\cdot b(y,y)=0,}
also
{\displaystyle |b(x,y)|^{2}=b(x,x)\,b(y,y),}
auch für den Fall, dass {\displaystyle x} und {\displaystyle y} linear unabhängig sind.